# EKW C-36
EKW C-36
EKW C-3603-1
- 用途：地上攻撃機
- 製造者：Eidgenoessische Konstruktionswerkstaette（EKW）
- 運用者： スイス（スイス空軍）
- 初飛行：1939年
- 運用開始：1942年

EKW C-36（ Eidgenoessische Konstruktionswerkstaette C-36）は、1939年にスイスの連邦製造工廠（Eidgenoessische Konstruktionswerkstaette：EKW）で設計された多用途戦闘爆撃機である。イリューシン Il-2 シュトゥルモヴィークと対比されるが、本機は後部銃手がより広い目視範囲を得られるように双尾翼形式であった。

## 運用
C-36は比較的少数が生産され、モラーヌ・ソルニエ MS.406と共にスイスの中立を守るために領空を侵犯するドイツ空軍機と戦った。
間もなくC-36は第二線に引き揚げられ、訓練と標的曳航任務に使用された。
多くの機体が現在でも飛行可能な状態にある。

## 派生型
C-3601
出力641 kW (860 hp) のイスパノ・スイザ 12YCrsエンジンを搭載し、長い主翼と固定式降着装置を備えた最初の試作機。
C-3602
出力746 kW (1,000 hp) のイスパノ・スイザ 12 Y-51エンジンを搭載した試作2号機。
C-3603
イスパノ・スイザ 12 Y-51エンジンを搭載し、引き込み式降着装置を備えた量産型。エリコン製20 mmモーターカノン、主翼に2丁の7.5 mm 機関銃、後部銃座に2丁の7.5 mm 機関銃を装備。
C-3603-0
長主翼 (15.10 m (48 ft 6½ in)) を備えた試験運用機。製造された10機のうち9機は後にC-3603-1仕様に改装。
C-3603-1
短主翼 (13.74 m (45 ft 1 in)) を備えた主量産型。1944年までに142機を製造。1947年から48年にかけて補修部品から更に6機を製造。1946年からFarner Werke により20機が標的曳航機（Schlepp）へ改装、40機（残存していたオリジナルの改装機を含む）が1953年から1954年にかけてFFAとFarnerにより改良型仕様へ改装 。
C-3603-1 Tr
高等練習機型。2機製造。
C-3604
出力 929 kW (1,245 hp) のザウラー YS-2（Saurer YS-2：より高出力のスイスが開発したイスパノ・スイザ 12Y-51）を装着し、主翼に2門の20 mm 機関砲を追加したC-3603の出力強化した重武装派生型。1機の試作機と量産型12機を製造。
C-3605
エンジンをライカミング T53へ換装したターボプロップエンジン版（C-3603-1から24機が改装）。

## 運用国
スイス
- スイス空軍

## 要目
(C-3603)Enduring Tug:The Swiss C-36 Seriesより
C-3603-1
- 乗員：2名
- 全長：10.25 m (33 ft 2⅓ in)
- 全幅：13.74 m (45 ft 1 in)
- 全高：3.29 m (10 ft 9½ in)
- 翼面積：28.4 m² (305.7 ft²)
- 空虚重量：2,315 kg (5,103 lb)
- 全備重量：4,085 kg (9,006 lb)
- エンジン：1 × イスパノ・スイザ HS-51 12Y 倒立V型エンジン 、746 kW (1,000 hp)
- 最大速度：446 km/h (296 mph)
- 巡航高度：8,700 m (28,550 ft)
- 航続距離：680 km (425 miles)
- 滞空時間：2時間
- 上昇率： 10.4 m/s (2,050 ft/min)

- 武装：
  - 1 × 20 mm 機関砲と 2 × 7.5 mm 機関銃（前方固定）
  - 2 × 7.5 mm 機関銃（後部銃座）
  - 400 kg (880 lb) 爆弾

## 現存する機体
| 型名     | 番号             | 機体写真 | 所在地                | 所有者                   | 公開状況 | 状態     | 備考 |
| -------- | ---------------- | -------- | --------------------- | ------------------------ | -------- | -------- | ---- |
| C-3603-1 | C-534 314        |          | スイス チューリッヒ州 | フリーガー・フラブ博物館 | 公開     | 静態展示 |      |
| C-3603-1 | C-537 317        | 写真     | スイス ルツェルン州   | スイス交通博物館         | 公開     | 静態展示 |      |
| C-3603-1 | C-547 327 D-FRBI | 写真     | スイス                | 個人蔵                   | 公開     | 飛行可能 |      |